# Vakleerkracht
De vakleerkracht is een persoon die een specifiek vak behandelt en dit aan leerlingen onderwijst. De vakleerkracht geeft dus niet onderricht op alle gebieden, zoals een onderwijzer dat wel doet.
In het basisonderwijs is zelden een vakleerkracht werkzaam, met uitzondering van lichamelijke opvoeding, en eventueel voor godsdienst of "niet-confessionele zedenleer" in het Vlaamse basisonderwijs, of voor muziek en handvaardigheid in Nederland.
In het voortgezet of secundair onderwijs is een vakleerkracht eerder de regel. Er bestaat dan ook een systeem van onderwijsbevoegdheid dat bepaalt welk vak door welke gediplomeerde leerkracht mag worden onderwezen.